# グナエウス・コルネリウス・スキピオ・カルウス
グナエウス・コルネリウス・スキピオ・カルウス（ラテン語: Gnaeus Cornelius Scipio Calvus (Cn. Cornelius L.f. L.n. Scipio Calvus),? - 紀元前211年）は、第二次ポエニ戦争初期の共和政ローマの軍司令官、政治家。父はルキウス・コルネリウス・スキピオ。子にプブリウス・コルネリウス・スキピオ・ナシカ、甥にスキピオ・アフリカヌス。
第二次ポエニ戦争の際、弟のプブリウス・コルネリウス・スキピオと共にヒスパニアのカルタゴ領を攻略、キッサでカルタゴの将軍ハンノを敗る。しかし紀元前211年のバエティス川の戦いで弟が敗れた後、ハンニバルの弟ハスドルバルとマゴ・バルカ、別のカルタゴの将軍ハスドルバル・ギスコが合流したため、撤退したものの追撃を受け戦死した。